# Punta Pisano
Punta Pisano (spanisch, in Argentinien Punta Serrucho) ist eine Landspitze an der Ostküste von Snow Island im Archipel der Südlichen Shetlandinseln. Sie liegt 10 km nordöstlich des Kap Conway am Ende der Hall-Halbinsel und bildet die südliche Begrenzung der Ivaylo Cove.
Chilenische Wissenschaftler benannten sie nach dem Botaniker Edmundo Pisano Valdés (1919–1997), Teilnehmer an der 35. Chilenische Antarktisexpedition (1980–1981). Der Hintergrund der argentinischen Benennung ist nicht überliefert.